# 灵山街道 (鞍山市)
灵山街道，是中华人民共和国辽宁省鞍山市立山区下辖的一个乡镇级行政单位。2019年12月，撤销滨河街道，下辖的6个村、10个社区成建制划入灵山街道。

## 行政区划
灵山街道下辖以下地区：
路风社区、北铸社区、铁塔社区、钢绳社区、灵西社区、红旗社区和红拖社区。